# Dorla (Gudensberg)
Dorla ist ein Dorf und seit dem 31. Dezember 1971 ein Ortsteil der Kleinstadt Gudensberg im nordhessischen Schwalm-Eder-Kreis. Es liegt 3 km südwestlich der Kernstadt Gudensberg an der Kreisstraße K80 und der ehemaligen Bundesstraße B3 (heute als Landesstraße 3150 Umgehungsstraße) und westlich der Bundesautobahn 49 auf einem nach Süden geneigten Geländesattel in einer Schleife des Eder-Zuflusses Ems. Die Gemarkung Dorla hat eine Fläche von etwa 230 Hektar.

## Geschichte

### Mittelalter
Im Jahre 860 wird der fränkische Adlige Erphold als erster Graf in Tonna genannt. Dieser gilt auch als Gründer und Namensgeber von Erfurt. König Ludwig der Deutsche hatte ihm den Ort Tonna übergeben. Allerdings starb das Geschlecht mit Erphold im gleichen Jahr aus. Kurz vor seinem Tod soll er seine Besitztümer im Grabfeld und im oberen Eichsfeld der Abtei Fulda und dem Hochstift Würzburg geschenkt haben. In dieser Urkunde wird auch Dorla (Thurailohun) genannt.
Das Dorf wird im Jahre 1040 urkundlich erwähnt, als Erzbischof Bardo von Mainz durch Tausch Güter und Unfreie des Klosters Kaufungen in Durloon erwarb. Das Dorf war Eigentum der Grafen von Ziegenhain (Nachkommen der Grafen von Reichenbach), die es mitsamt der niederen Gerichtsbarkeit an in der Gegend sesshafte Adelige zu Lehen gaben. So ist bekundet, dass das halbe Gericht Dorla, Ziegenhainer Lehen, im Jahre 1313 von den Herren Hund zu Holzhausen an die Herren von Wehren verkauft wurde. Aus dem Jahre 1390 ist beurkundet, dass Graf Engelbert III. von Ziegenhain die Hund von Holzhausen mit dem halben Gericht und einer Hube in Dorla belehnte. Schon sieben Jahre später, 1397, kaufte das Kloster Breitenau das Dorf, das halbe Gericht und das Kirchenpatronat in Dorla von den Herren von Wehren. Die andere Hälfte des Gerichts Dorla wurde im folgenden Jahr von Engelbert III. von Ziegenhain an die Herren von Wehren zu Lehen gegeben. 1399 verzichteten die Hund von Holzhausen gegenüber dem Kloster Breitenau auf alle ihre Ansprüche an Dorla. In den folgenden Jahrzehnten kam es zu wiederholten Besitzwechseln. Graf Johann II. von Ziegenhain belehnte das Kloster Breitenau im Jahre 1416 mit dem Dorf Dorla. 1424 belehnte er Hermann von Hertingshausen mit dem halben Dorf Dorla, der wiederum das halbe Gericht Dorla umgehend für 9 Jahre an das Kloster Breitenau versetzte. 1436 belehnte Graf Johann II. das Kloster Breitenau mit Dorf und Gericht Dorla. Diese Belehnung wurde nach dem Tod Johanns und dem darauf folgenden Anfall der Grafschaft Ziegenhain an die Landgrafschaft Hessen bis 1498 mehrfach durch die Landgrafen erneuert.
Neben den Lehnsherren und Lehnshaltern des Dorfes als solchem hatten auch andere weltliche und geistliche Herren bzw. Institutionen Besitz in Dorla oder bezogen Einkünfte aus Dorla, und diese Rechte wurden oftmals verkauft, verpfändet, wieder eingelöst, verschenkt, vererbt oder getauscht. So sind in den Jahren zwischen 1209 und 1528 als Besitzer von Gütern beurkundet: das Kloster Breitenau, das Petersstift in Fritzlar, das Kloster Ahnaberg in Kassel, das Stift St. Martin in Heiligenstadt, das Kloster Spieskappel, das Kloster Haina, verschiedene Kanoniker und Domherren aus Fritzlar, und die Ritter von Venne, von Riedesel, die von Herzenrode, von Gleichen und von Falkenberg. In der gleichen Zeit bezogen u. a. das Fritzlarer Petersstift, das Stift St. Stephan in Mainz und die Hund von Holzhausen Einkünfte aus Dorla.

### Neuzeit

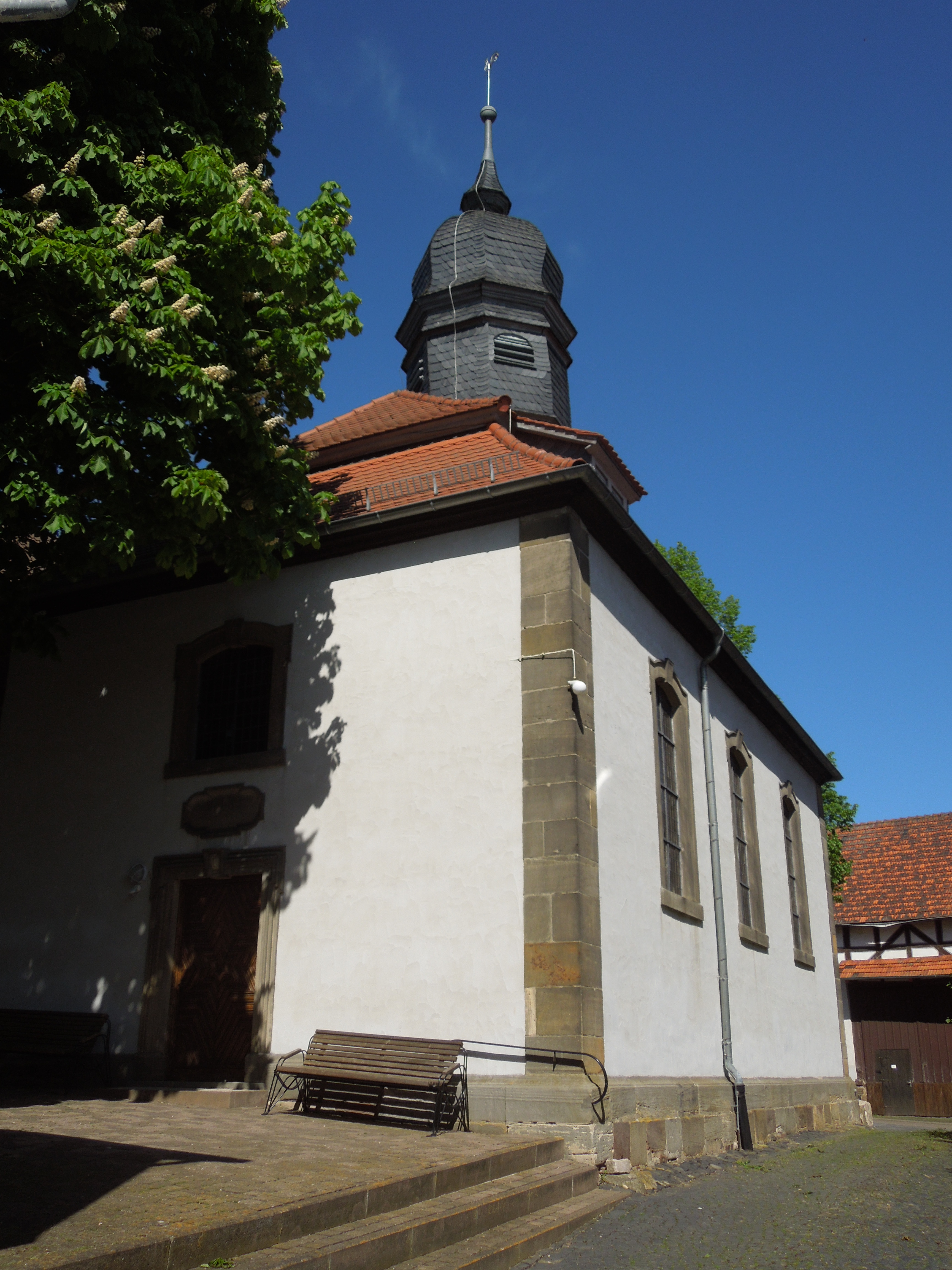
Die Kirche (Ostseite)

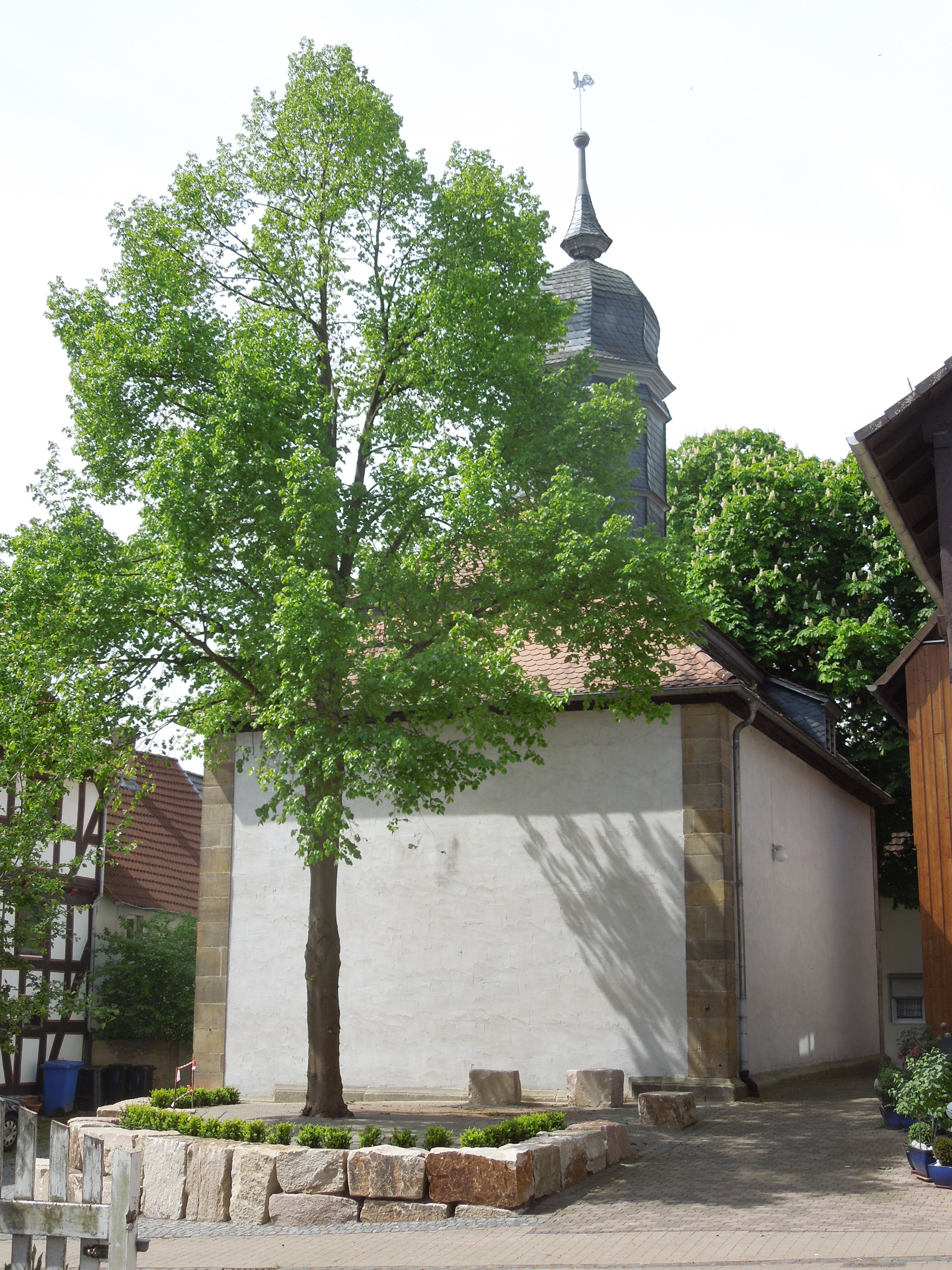
Die evangelische Dorfkirche (Nordfront)

Nach der Einführung der Reformation in der Landgrafschaft Hessen durch Landgraf Philipp nach der Homberger Synode im Jahre 1526 und der damit verbundenen Säkularisation der Klöster übertrug Philipp das Dorf im Jahre 1535 dem aus dem Kloster Merxhausen geschaffenen Landeshospital Merxhausen. 1557 überließ er Dorf und Kirchenpatronat Dorla endgültig dem Landeshospital im Tausch gegen andere Güter. Verwaltungsrechtlich gehörte Dorla nunmehr zum Amt Gudensberg; die niedere Gerichtsbarkeit lag beim Landeshospital Merxhausen, die peinliche Gerichtsbarkeit beim Landgrafen.
Während des kurzlebigen Königreichs Westphalen (1807–1813) gehörte Dorla zum Kanton und Friedensgericht Gudensberg. Mit der Wiederherstellung von Kurhessen war das Dorf wieder Teil des Amts Gudensberg, dann ab 1821 Teil des im Zuge der kurhessischen Verwaltungsreform neu geschaffenen Kreises Fritzlar. Die Gerichtsbarkeit lag nunmehr beim Justizamt Fritzlar, bzw. ab 1867 (nach der Annexion von Hessen-Kassel durch Preußen) beim Amtsgericht Fritzlar. Ab 1932 war das Dorf Teil des neuen Kreises Fritzlar-Homberg (1939 umbenannt in Landkreis Fritzlar-Homberg).
Besondere Ereignisse
Am 8. Juni 1454, in der blutigsten Phase der Bundesherrenfehde zwischen verfeindeten niederhessischen Adelsgeschlechtern, wurden Hermann Hund, Heinrich Schenck zu Schweinsberg, Hans von Born, Heinrich von Wallenstein und Heinrich/Henne von Grifte in der Nähe von Dorla von Johann von Meisenbug und dessen Leuten überfallen und erschlagen.
Hessische Gebietsreform (1970–1977)
Zum 31. Dezember 1971 wurde die bis dahin selbständige Gemeinde Dorla im Zuge der Gebietsreform in Hessen auf freiwilliger Basis in die Stadt Gudensberg eingemeindet.
Für Dorla wurde, wie für die übrigen Stadtteile, ein Ortsbezirk mit Ortsbeirat und Ortsvorsteher nach der Hessischen Gemeindeordnung eingerichtet.

## Bevölkerung
Einwohnerstruktur 2011
Nach den Erhebungen des Zensus 2011 lebten am Stichtag, dem 9. Mai 2011, in Dorla 351 Einwohner. Darunter waren 3 (0,8 %) Ausländer. Nach dem Lebensalter waren 63 Einwohner unter 18 Jahren, 156 zwischen 18 und 49, 63 zwischen 50 und 64 und 69 Einwohner waren 65 und älter. Die Einwohner lebten in 150 Haushalten. Davon waren 39 Singlehaushalte, 33 Paare ohne Kinder und 57 Paare mit Kindern, sowie 21 Alleinerziehende und 3 Wohngemeinschaften. In 24 Haushalten lebten ausschließlich Senioren und in 99 Haushaltungen lebten keine Senioren.
Einwohnerentwicklung
Das Dorf war nie sehr groß. Im 16. und 17. Jahrhundert sind jeweils 16 Hausgesesse bekundet. 1735 werden 21 Mannschaften erwähnt. 1742 gab es 25 Häuser, 1747 26 Hausgesesse. Einwohnerzahlen als solche sind erst ab 1834 bekannt, als 290 Menschen im Dorf lebten. 1835 waren es 296, darunter 7 Juden. Aus- und Abwanderungen in den letzten Jahrzehnten des 19. Jahrhunderts führten zu einem starken Rückgang der Einwohnerzahl: 1885 gab es nur noch 216 Einwohner, 1925 mit 233 und 1939 mit 240 kaum mehr. Erst die Nachwirkungen des Zweiten Weltkriegs führten durch Ausgebombte und Heimatvertriebene zu einem starken Anstieg der Dorfbevölkerung, so dass im Jahre 1950 insgesamt 386 Personen ansässig waren. 1961 war die Zahl wieder auf 312 gesunken. Im Jahr 2020 sind es 345 mit abnehmender Tendenz.
| Dorla: Einwohnerzahlen von 1834 bis 2020 | Dorla: Einwohnerzahlen von 1834 bis 2020 | Dorla: Einwohnerzahlen von 1834 bis 2020 | Dorla: Einwohnerzahlen von 1834 bis 2020 | Dorla: Einwohnerzahlen von 1834 bis 2020 |
| --- | ---------------------------------------- | ---------------------------------------- | ---------------------------------------- | ---------------------------------------- |
| Jahr |                                          |                                          |                                          | Einwohner                                |
| 1834 | 1834                                     |                                          | 290                                      | 290                                      |
| 1840 | 1840                                     |                                          | 288                                      | 288                                      |
| 1846 | 1846                                     |                                          | 266                                      | 266                                      |
| 1852 | 1852                                     |                                          | 230                                      | 230                                      |
| 1858 | 1858                                     |                                          | 261                                      | 261                                      |
| 1864 | 1864                                     |                                          | 265                                      | 265                                      |
| 1871 | 1871                                     |                                          | 247                                      | 247                                      |
| 1875 | 1875                                     |                                          | 222                                      | 222                                      |
| 1885 | 1885                                     |                                          | 216                                      | 216                                      |
| 1895 | 1895                                     |                                          | 213                                      | 213                                      |
| 1905 | 1905                                     |                                          | 204                                      | 204                                      |
| 1910 | 1910                                     |                                          | 210                                      | 210                                      |
| 1925 | 1925                                     |                                          | 233                                      | 233                                      |
| 1939 | 1939                                     |                                          | 240                                      | 240                                      |
| 1946 | 1946                                     |                                          | 405                                      | 405                                      |
| 1950 | 1950                                     |                                          | 386                                      | 386                                      |
| 1956 | 1956                                     |                                          | 351                                      | 351                                      |
| 1961 | 1961                                     |                                          | 312                                      | 312                                      |
| 1967 | 1967                                     |                                          | 310                                      | 310                                      |
| 1980 | 1980                                     |                                          | ?                                        | ?                                        |
| 1990 | 1990                                     |                                          | ?                                        | ?                                        |
| 2000 | 2000                                     |                                          | ?                                        | ?                                        |
| 2011 | 2011                                     |                                          | 351                                      | 351                                      |
| 2020 | 2020                                     |                                          | 345                                      | 345                                      |
| Datenquelle: Historisches Gemeindeverzeichnis für Hessen: Die Bevölkerung der Gemeinden 1834 bis 1967. Wiesbaden: Hessisches Statistisches Landesamt, 1968. Weitere Quellen: LAGIS; Stadt Gudensberg; Zensus 2011 |                                          |                                          |                                          |                                          |

Historische Erwerbstätigkeit
| • 1961 | Erwerbspersonen: 66 Land- und Forstwirtschaft, 58 Produzierendes Gewerbe, 16 Handel und Verkehr, 9 Dienstleistungen und Sonstiges |

## Religion
Seit der Einführung der Reformation in der Landgrafschaft Hessen ist die Dorfbevölkerung überwiegend evangelisch. Die wenigen im Jahre 1835 vermerkten jüdischen Einwohner sind später nicht mehr erwähnt und dürften wohl ins nahe Gudensberg mit seiner verhältnismäßig großen jüdischen Gemeinde gezogen sein. Heute sind etwa 15 % der Einwohner katholischen Glaubens.
Kirchengeschichtlich ist beurkundet, dass das Kloster Breitenau im Jahre 1397 mit dem Dorf und dem halben Gericht auch das Kirchenpatronat kaufte. Im Jahre 1487 wird eine dem Hl. Matthäus geweihte Kapelle erwähnt. 1525 war Dorla eine selbständige Pfarrei, ab 1569 dann Filialkirche von Wehren. Das Kirchenpatronat wurde 1557 durch Landgraf Philipp dem Landeshospital Merxhausen übertragen.
Historische Religionszugehörigkeit
| Quelle: Historisches Ortslexikon |                                                                    |
| • 1835:                          | 289 evangelische, 7 jüdische Einwohner                             |
| • 1861:                          | alle Einwohner evangelisch-reformiert                              |
| • 1885:                          | 216 evangelische (= 100 %) Einwohner                               |
| • 1961:                          | 266 evangelische (= 85,26 %), 44 katholische (= 14,10 %) Einwohner |

## Politik
Der Ortsbeirat besteht aus sieben Mitgliedern. Bei der Kommunalwahl 2021 betrug die Wahlbeteiligung zur Wahl des Ortsbeirats 60,20 %. Alle derzeitigen Mitglieder gehören der „Gemeinschaftsliste Dorla“ an. Der Ortsbeirat wählte Karsten Heyner zum Ortsvorsteher.

## Wirtschaft
- Apfelkelterei
- Ölmühle

## Dorfbild und Sehenswürdigkeiten

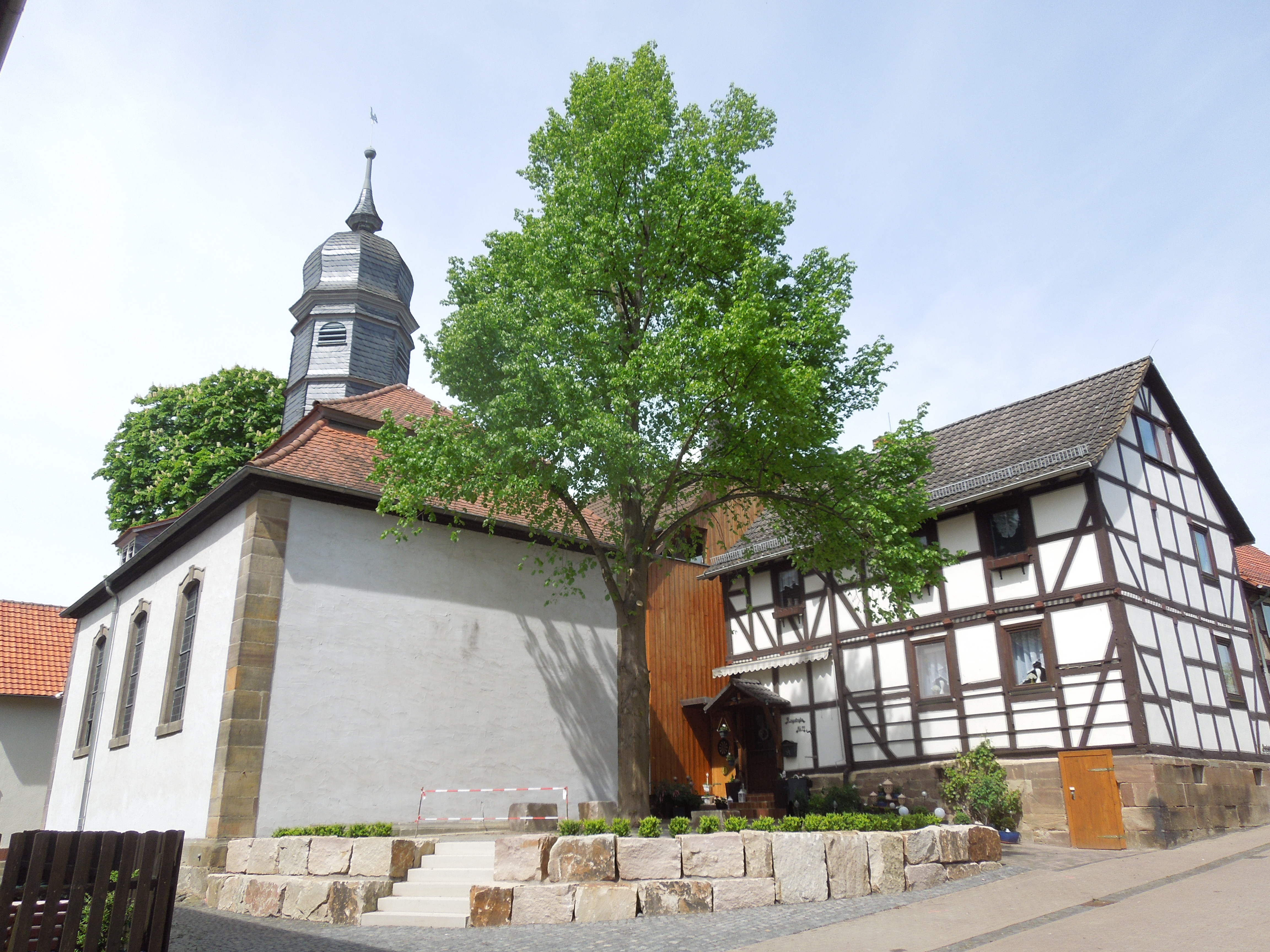
Dorfkirche und Fachwerkhaus

Dorla ist ein geschlossenes Haufendorf mit regellosem Grundriss und vielen, zumeist schön restaurierten Fachwerkhäusern in dichter Gehöftanordnung im alten Ortskern um die Dorfkirche. Der mehr als hundert Jahre alte Friedrichsbrunnen im Dorf ist beliebter Treffpunkt für Jung und Alt. Bis weit in die zweite Hälfte des 20. Jahrhunderts war Landwirtschaft auf den fruchtbaren Böden der Fritzlarer Börde die Basis des örtlichen Erwerbslebens. Noch heute ist man stolz auf einen alten, in Lesebüchern verbreiteten Spruch, der sich auf die besondere Fruchtbarkeit des Bodens bezieht: „Dorla, Werkel, Lohne - Hessenlandes Krone“. Heute findet die Mehrzahl der Einwohner Arbeit als Pendler in den umliegenden Städten.

### Kirche
Die 1717–1718 an der Stelle einer bereits im Jahre 1316 erstmals erwähnten Sankt Matthäi Kapelle erbaute und 1999 aufwändig sanierte Kirche in der Mitte des Dorfes, mit Mansarddach und barockem Dachreiter-Glockenturm. Auf den Emporen wurden im Barock emblematische bildliche Darstellungen und Zitate nach Vorlage der „Emblemata sacra“ des Daniel Cramer aufgebracht. Ein Leben und Sterben unter christlichen Ideen spielt bei allen Emblemen eine zentrale Rolle. Auch die Kirchenbänke fallen farblich aus dem üblichen Rahmen; sie sind marmoriert, und ihr Farbenspektrum reicht von dunkelbraun über rotbraun bis flaschengrün. Viele Bänke tragen noch heute die Namen der Familien, die früher auf ihnen ihren angestammten Platz hatten. Alle Malereien an den Ausstattungsstücken wurden 1964 überarbeitet. Die Wandmalereien an der Kopfwand und der Fensterseite wurden erst 1975 bei der Sanierung der Bausubstanz unter dem Kalkputz entdeckt und dann restauriert. Weitere Malereien befinden sich unter dem weißen Anstrich der Decke und erwarten ihre Freilegung und Restaurierung.
Die Rokoko-Orgel wurde zwischen 1730 und 1750 von einem bisher unbekannten Orgelbauer gebaut. Im Dachreiter hängen drei 1971 erneuerte Glocken.

### Kandelaber-Linde

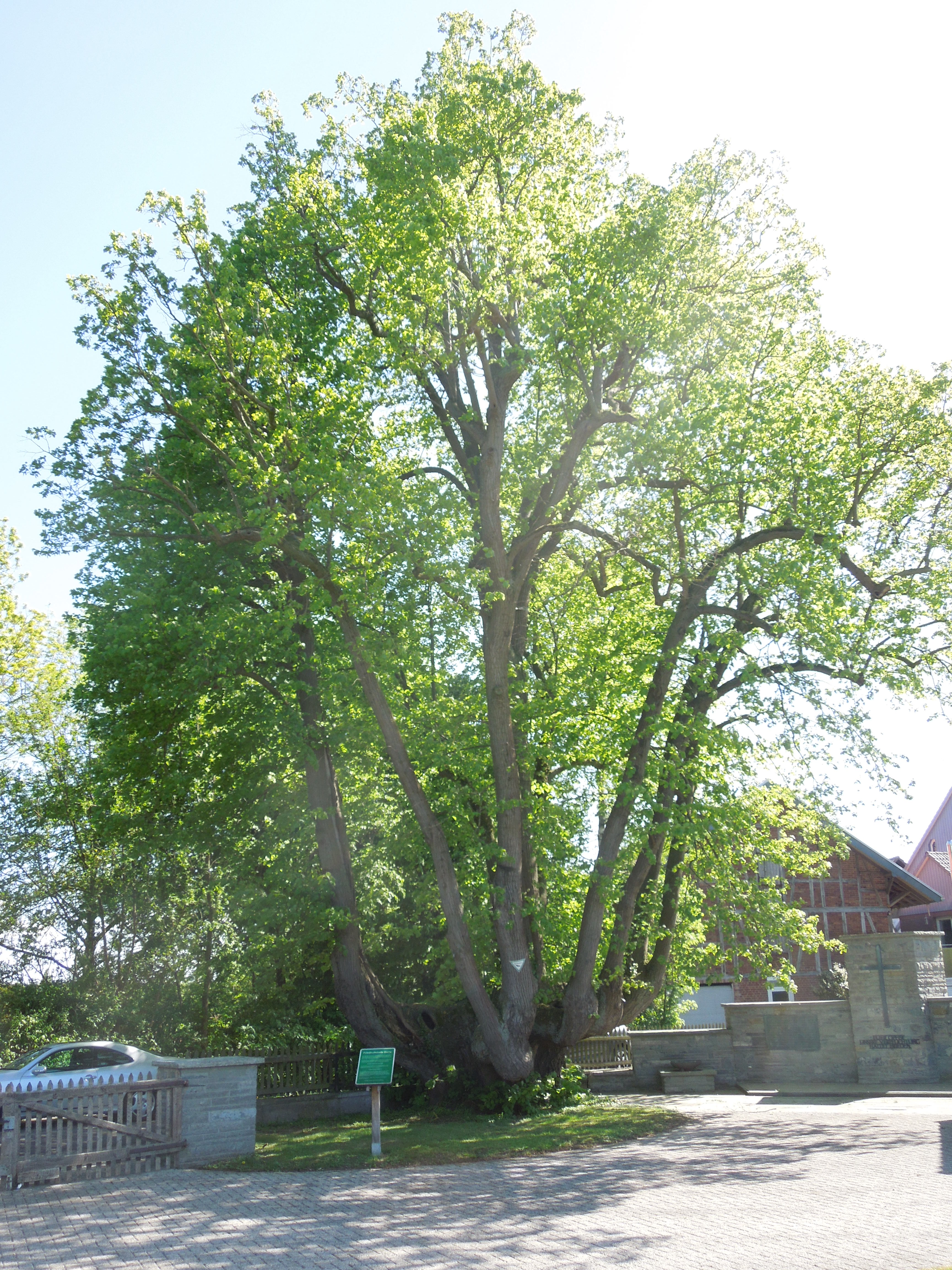
Die Kandelaberlinde auf dem Friedhof; Mai 2015, vor ihrer Radikalstutzung im Juli 2015

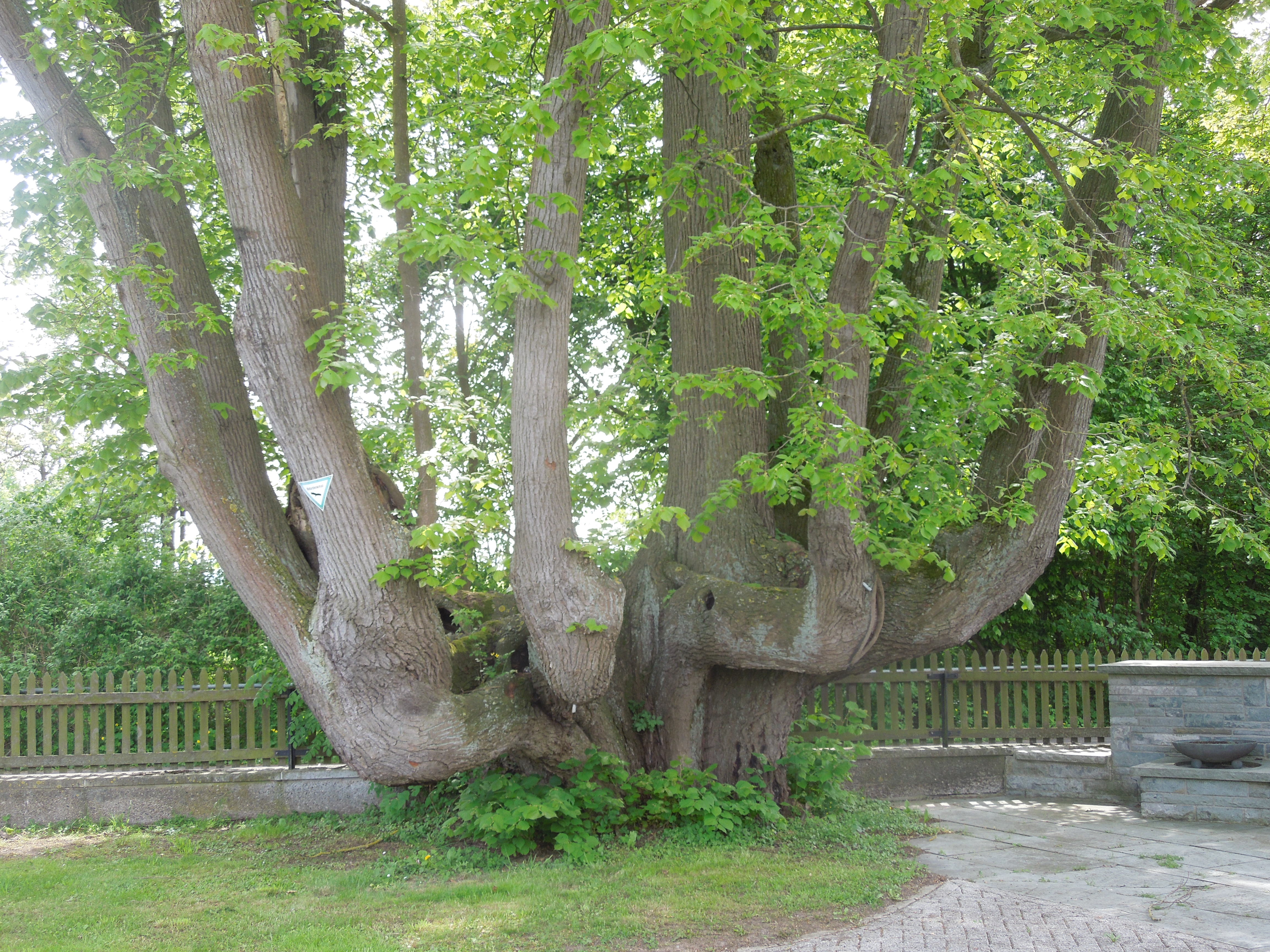
Fuß der Kanderlaber-Linde (2015)

Auf dem Friedhof am nördlichen Dorfrand stand bis 2023 der 5 Meter hohe Stumpf einer im Juli 2015 auf diese Höhe gestutzten Kandelaber-Linde. Sie war, vor ihrer Stutzung, wegen ihrer insgesamt elf sogenannten „Kerzen“ einmalig in Hessen. Der Baum war 2015 etwa 22 Meter hoch und um die 500 Jahre alt. Die Linde hatte sechs aufrecht wachsende Stämme und sah daher aus wie ein sechsarmiger Kandelaber. Der Baum war durch Spaliere und Gerüste in diese Form gebracht worden und hatte einst sogar sieben aufrecht wachsende Stämme, so genannte „Kerzen“. Die Linde diente auch als Gerichtsbaum, und der Vogt des Landeshospitals Merxhausen, dem das Dorf seit 1535 gehörte, hielt dort noch bis 1802 mindestens zweimal jährlich seine Gerichtstage. Im Mai 2023 musste der Baum wegen Pilzbefall endgültig gefällt werden.
- Friedrichsbrunnen von 1909